# Gérard Depardieu
Gérard Xavier Marcel Depardieu, född 27 december 1948 i Châteauroux, Indre, är en fransk skådespelare med ryskt och emiratiskt medborgarskap. Depardieus karriär inleddes 1965, sedan 1990-talet är han även verksam i Hollywood-produktioner, och har hittills medverkat i omkring 200 filmer, främst dramer och komedier. Bland Depardieus filmer märks 1900 (1976), Sista tåget (1980), Danton (1982), Police (1985), Jean de Florette (1986), Cyrano de Bergerac (1990), Gifta på låtsas (1990), 1492 – den stora upptäckten (1992), Hamlet (1996), Mannen med järnmasken (1998) och Berättelsen om Pi (2012).

## Biografi

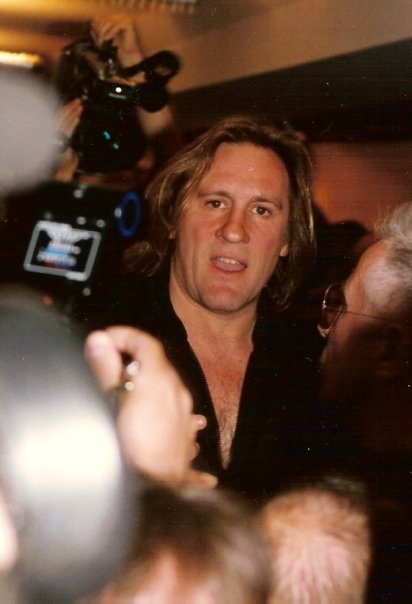
Gérard Depardieu vid filmfestivalen i Cannes 1994.

Gérard Depardieu har medverkat i omkring 200 filmer sedan debuten 1965, bland annat i Bernardo Bertoluccis episka drama 1900 (1976). 
Hans internationella genombrott för en bredare publik kom 1990 i och med den amerikanska filmkomedin Gifta på låtsas, regisserad av Peter Weir, och han har allt sedan dess med jämna mellanrum figurerat i olika Hollywood-produktioner. 
Depardieus skådespeleri kännetecknas framför allt av kontrasten mellan hans inre känslighet och grovhuggna yttre.
Gérard Depardieu har varit gift med Élisabeth Depardieu. De har dottern Julie tillsammans. Parets son, Guillaume, avled 2008 efter en längre tids sjukdom.
2012 uppmärksammades Depardieu speciellt då han lämnade tillbaka sitt pass i protest mot president François Hollandes kritik av Depardieus planerade flytt till Belgien av skatteskäl. I januari 2013 beviljade Vladimir Putin personligen honom ryskt medborgarskap.
År 2025 dömdes Depardieu till 18 månader villkorlig dom för sexuella övergrepp mot två kvinnor. Depardieu nekade till anklagelserna.

## Filmografi i urval
- 1974 – Flörtkulorna
- 1974 – Vänner emellan
- 1976 – 1900
- 1976 – Den sista kvinnan
- 1978 – Préparez vos mouchoirs
- 1979 – Paris Killer
- 1980 – Min farbror från Amerika
- 1980 – Sista tåget
- 1981 – La chèvre
- 1981 – Kvinnan i huset bredvid
- 1982 – Martin Guerres återkomst
- 1982 – Danton
- 1985 – Police
- 1986 – Jean de Florette
- 1987 – Sous le soleil de Satan
- 1988 – Camille Claudel
- 1990 – Cyrano de Bergerac
- 1990 – Gifta på låtsas
- 1991 – All världens morgnar
- 1991 – Min farsa är en hjälte
- 1992 – 1492 - den stora upptäckten
- 1994 – Farsa på låtsas
- 1995 – Le garçu
- 1996 – Bogus
- 1998 – Greven av Monte Christo (TV-serie)
- 1998 – Mannen med järnmasken
- 1999 – Asterix och Obelix möter Caesar
- 1999 – Bron över Seine
- 2000 – Vatel
- 2000 – Samhällets olycksbarn (TV-serie)
- 2000 – 102 dalmatiner
- 2001 – Le Placard
- 2002 – Jag är Dina
- 2002 – Asterix & Obelix: Uppdrag Kleopatra
- 2002 – Napoleon (miniserie)
- 2003 – Nathalie...
- 2003 – Håll käft!
- 2006 – Last holiday
- 2007 – La vie en rose - berättelsen om Edith Piaf
- 2007 – Michou d'Auber
- 2008 – Asterix på olympiaden
- 2008 – Babylon A.D.
- 2009 – Coco
- 2010 – Mina eftermiddagar med Margueritte
- 2010 – Potiche - En fransk troféfru
- 2012 – Berättelsen om Pi
- 2012 – Asterix & Obelix och britterna
- 2013 – A Farewell to Fools
- 2014 – Welcome to New York
- 2014 – Viktor
- 2014 – United Passions

## Utmärkelser
- Césarpriset för bästa manliga huvudroll, för Sista tåget,  1981
- National Society of Film Critics Award för bästa manliga huvudroll, för Martin Guerres återkomst och Danton,  1983
- Riddare av Nationalförtjänstorden,  1985
- Volpipokalen för bästa manliga skådespelare, för Police,  6 september 1985[23]
- Golden Globe Award för bästa manliga huvudroll - musikal eller komedi, för Gifta på låtsas,  1990
- Bästa manliga skådespelare vid filmfestivalen i Cannes, för Cyrano de Bergerac,  1990
- Césarpriset för bästa manliga huvudroll, för Cyrano de Bergerac,  1991
- London Film Critics Circle Award för årets manliga skådespelare, för Gifta på låtsas och Cyrano de Bergerac,  1992
- Riddare av Hederslegionen,  1996[1]
- Heders-Guldlejonet,  1997[24]
- Stanislavskij-priset,  2006
- Lumières för bästa manliga skådespelare, för Quand j'étais chanteur,  2007
- 7 d'or
- Lumière-priset vid Lyons filmfestival

[Redigera Wikidata]